# 엄주익 (1872년)

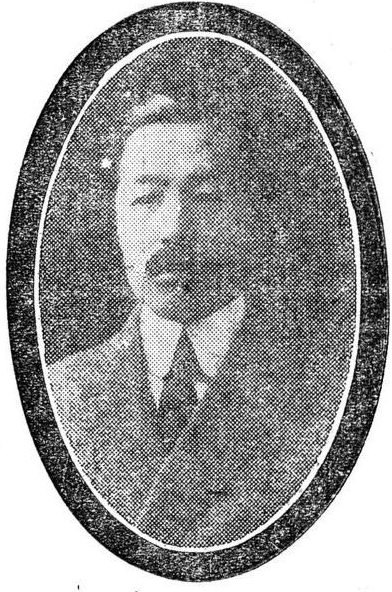
엄주익 (1913년 이전)

엄주익(嚴柱益, 1872년 6월 26일 ~ 1931년 4월 26일)은 대한제국의 교육인, 군인 겸 관료이자 일제강점기의 교육인으로 호는 춘정(春庭), 본관은 영월이다. 고종의 귀비인 순헌황귀비, 엄준원의 7촌 조카가 된다.
대한제국 때에 관료생활을 하다가 1910년 한일 합방 조약 이후로 관직을 사퇴하고 교육 활동에 전념하였다. 1905년 2월 11일 양정의숙과 양정고등보통학교(양정고와 양정중학교의 전신)을 설립하여 초대 교장이 되고, 1907년 엄귀비로부터 경선궁과 영친왕궁에서 전라남도 무안, 광양과 경기도 이천, 풍덕 각 군(郡)소재 토지(주로 논)총계 약 200만평을 하사받아 교육활동에 투자하였다. 1913년 2월에는 재단법인의 초대 이사장으로 취임하였다.

## 생애

### 출생과 가계
1872년(고종 9년) 6월 26일 한성부에서 엄인영(嚴仁永)의 둘째 아들로 태어났다. 고종의 후비이자 영친왕의 생모 순헌황귀비 엄씨의 7촌 조카로, 엄주익은 순헌귀비의 증조부 엄성복(嚴性復)의 장남 엄재화(嚴載和)의 증손자였다.
16대조 엄유온(嚴有溫)은 조선초기에 좌군도총재를 지냈다. 6대조 만향재 엄한붕(晩香齋 嚴漢朋)은 1728년 이인좌가 일으킨 무신난 진압에 참여하여 원종공신이 되고, 증 한성부좌윤에 추증되었다. 5대조 엄계응은 관직이 없었으나 형제인 종5대조 엄계흥 등과 함께 송석원시사 등에서 활동한 이름 있는 시인이었다. 고조할아버지 엄성복은 사후에 증 승정원좌승지 벼슬에 추증되었는데, 이는 종증조부 엄재우의 아들이며, 엄주익의 큰 재종조부가 되는 엄진일의 출세에 의한 증직이었다.
엄진삼은 그의 양 조부 엄진필, 친 조부 엄진국의 사촌 종형제간이었다.

### 관료 생활
1900년 농상공부(農商工部) 통신사 통신원 전화과(通信司 通信院 電話課)를 역임했으며 1901년 내장원(內藏院) 종목과장(種牧課長), 1902년 군부(軍部) 포공국장(砲工局長), 한성부판윤, 1903년 군부 협판(協辦), 그해 4월에 보병참령이 되었다.
군부 협판으로 재직 중이던 1904년 근대적인 군사 제도를 시찰하기 위한 차원에서 일본으로 건너가 서양의 새로운 사조에 접한 당시 일본의 새 문물에 감명을 받았다. 당시 상황에서의 급선무는 교육의 보급임을 절감한 그는 귀국 이후에 안종원(安鍾元), 이철우(李哲宇), 윤정석(尹晶錫), 박용숙(朴容淑), 장현주(張炫周), 김진현(金鎭賢), 한만용(韓晩容) 등과 함께 양정의숙(養正義塾)의 설립을 추진하였다.
1904년 5월 육군참령이 되고 일본을 방문, 군사제도 관련 시찰을 하고 귀국했다. 그해에 법부(法部) 협판, 대한제국 육군 참장(參將), 군부 협판, 군부대신서리 등을 역임했다. 1905년 2월 서리 교육총감이 되었다.

### 교육 활동
1905년 2월 올바르게 길러서 깨우쳐준다는 '몽이양정(蒙以養正)'의 기치를 내걸고 기부금과 사재로 양정의숙을 설립하고 숙장(塾長)에 취임하였다. 1907년 7월에는 순헌황귀비로부터 경선궁(慶善宮), 영친왕궁(英親王宮)에 소속된 전라남도 함평군(咸平郡), 무안군(務安郡), 광양군(光陽郡), 경기도 이천군(利川郡), 풍덕군(豊德郡) 등 약 200만 평의 토지를 하사받았다.
양정의숙을 설립한 뒤에도 교육부총감 사무서리, 군부대신서리, 평리원 재판장, 적십자사 부사장, 육군법원장, 궁내부 특진관 등을 역임하였다. 1907년 11월에는 통감부에 의해 강제로 일본으로 유학을 떠난 의민태자를 배종하기도 했다. 그 밖에 규장각 지후관(祗候官), 경선궁 감무(監務) 등을 역임하는 동안 서구의 신문화를 받아들이기 위해 여러 차례 일본을 방문했다. 1910년 10월 2일 한일 병합 조약 체결 후 관직에서 물러났다.
한일 병합 조약 이후부터는 사망할 때까지 교육 사업에만 전념했으며 1913년 재단법인 양정의숙 의사장, 1913년 10월에 양정고등보통학교 교장에 선임되었다.

### 최후

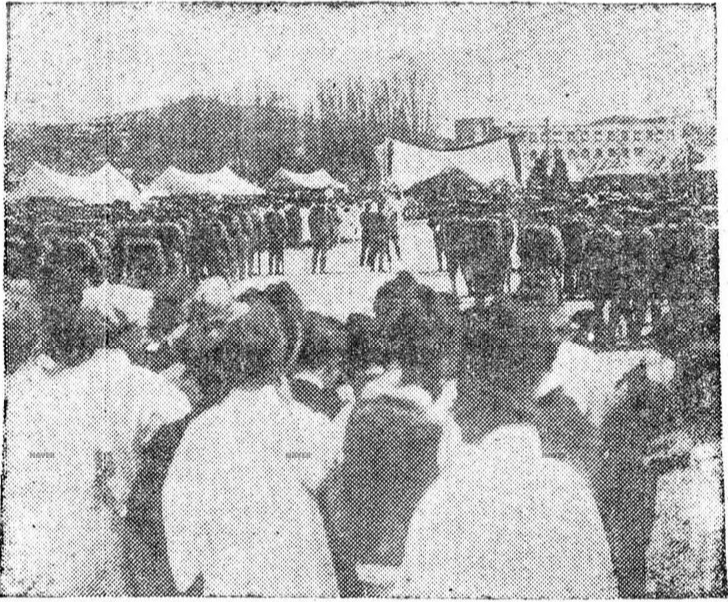
엄주익 장례식
(경성부 종로구 광희정 구 훈련원 광장)

오랫동안 병석에 누워있다가 1931년 4월 26일 오후 9시 45분경 경성부 종로구 관철동 35번지 자택에서 사망하였다. 한편 사망 직전 만주 동포에 구호, 위문품으로 바지 등을 기부했는데, 그가 사망하고 7개월 만에 만주 현지에 전달되었다.
장례식은 4월 22일 양정고보 학교장으로 거행되어 오후 8시 관철동 자택을 나와 광희정(光熙町)의 구 훈련원 광장에서 노제를 거쳐 장지로 향하였다. 학교장 장례식에는 양정고보 학생 6백여명, 진명여학교, 숙명여학교의 대표 학생들, 그밖에 조선총독부 조선군 사령부에서 특별히 보내준 의장대 2백 명이 장례식을 호송하였다. 시신은 경기도 광주군 구천면 암사리(현 서울특별시 강동구 암사동)의 선영에 안장되었다.

## 가족 관계
아버지 엄인영은 아들이 없는 큰아버지 엄진필의 양자가 되었다.
- 고조부 : 엄성복(嚴性復)
  - 종증조부 : 엄재우(嚴載祐), 순헌황귀비의 친정 할아버지
    - 재종조부 : 엄진일
    - 재종조부 : 엄진삼
      - 7촌 종고모 : 순헌황귀비
- 증조부 : 엄재화(嚴載和)
- 양 할아버지 : 엄진필(嚴鎭弼)
- 친 할아버지 : 엄진국(嚴鎭國)
- 친 할머니 : 경주 석씨
  - 친 삼촌 : 엄하영(嚴夏永) 호적상으로는 5촌
  - 친 삼촌 : 엄두영(嚴斗永) 호적상으로는 5촌
  - 친 고모 : 2명, 호적상으로는 5촌
- 아버지 : 엄인영(嚴仁永)
  - 형 : 엄주승(嚴柱承)
- 부인 : 이름 미상
  - 아들 : 엄경섭(嚴敬燮, 1906년 ~ 1979년 9월 6일)
    - 손자 : 엄규백

  - 아들 : 엄동섭
  - 아들 : 엄태섭
  - 딸 1명

## 같이 보기
| - 순헌황귀비 - 양정의숙 - 엄준원 - 엄주명 - 영친왕 - 민원식 - 엄진일 | - 양정고등보통학교 - 양정고등학교 - 양정중학교 - 엄진삼 - 이방자 |